# Belketre
Belketre is een Franse blackmetalband die deel uitmaakte van Les Legions Noires.
Oorspronkelijk begonnen onder de naam Chapel of Ghouls in 1989, veranderde de band haar naam in 1991 in Zelda en in 1992 naar Belketre. In 1994 werden zij deel van Les Legions Noires de band bracht twee advance kassettes en twee demo's uit. In 1995 zouden ze internationale roem in de undergroundscene scoren met een split-cd met Vlad Tepes. In 1996, na het einde van de band, kwamen er geruchten op dat de band gezamenlijk zelfmoord had gepleegd.

## Bezetting

### Laatste bezetting
- Aäkon Këëtrëh - Alle instrumenten
- Vordb Dreagvor Uezeerb - Alle instrumenten

## Discografie
- 1993 Studio Tracks 1993 (Advance)
- 1994 The Dark Promise Demo (Demo)
- 1994 Studio Tracks 1994 "Twilight of the Black Holocaust" (Advance)
- 1995 March to the Black Holocaust (Split)